# Carryduff
Carryduff är en ort i Storbritannien.   Den ligger i distriktet Lisburn and Castlereagh och riksdelen Nordirland, i den västra delen av landet, 500 km nordväst om huvudstaden London. Carryduff ligger 118 meter över havet och antalet invånare är 7 798.
Terrängen runt Carryduff är huvudsakligen platt, men norrut är den kuperad. Carryduff ligger uppe på en höjd.Runt Carryduff är det ganska tätbefolkat, med 58 invånare per kvadratkilometer. Närmaste större samhälle är Belfast, 9,1 km norr om Carryduff. Trakten runt Carryduff består i huvudsak av gräsmarker.